# Фатрансько-Татранська область

Фатрансько-Татранська область

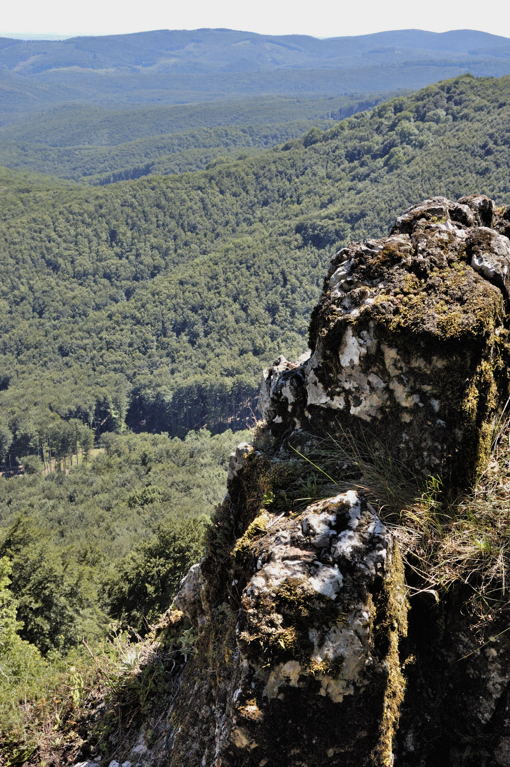
В Малих Карпатах

Фатрансько-Татранська область — частина Внутрішніх Західних Карпат, найвища частина Карпат. Більшість території лежить у Словаччині, частина у Польщі й Австрії. Найвища вершина Карпат — Герлаховський пік на 2 655 м, належить хребту Високі Татри, який є складі цього району.
Район Фатри-Татри з півночі обмежено поясом П'єніни-Кліппен. Гори району упорядковані в два хребти. Південною межею району є лінія Чертовиця, на південь від поясу Вепор.

## Розподіл
- Малі Карпати (у тому числі Хундсхаймер Берге)
- Повазький Іновець
- Трибеч
- Ж'яр
- Велика Фатра
- Мала Фатра
- Татри, в тому числі
  - Західні Татри
    - Особіта
    - Сивий Врх
    - Ліптовскі Татри
    - Рогаче
    - Червені Врхи
    - Ліптовскі Копи

  - Східні Татри
    - Високі Татри
    - Бельянські Татри
- Низькі Татри
- Горнадська Котлина
- Стражовські гори
- Старогорські гори
- Хоцькі гори
- Сульовські гори